# سرود ملی سیشل

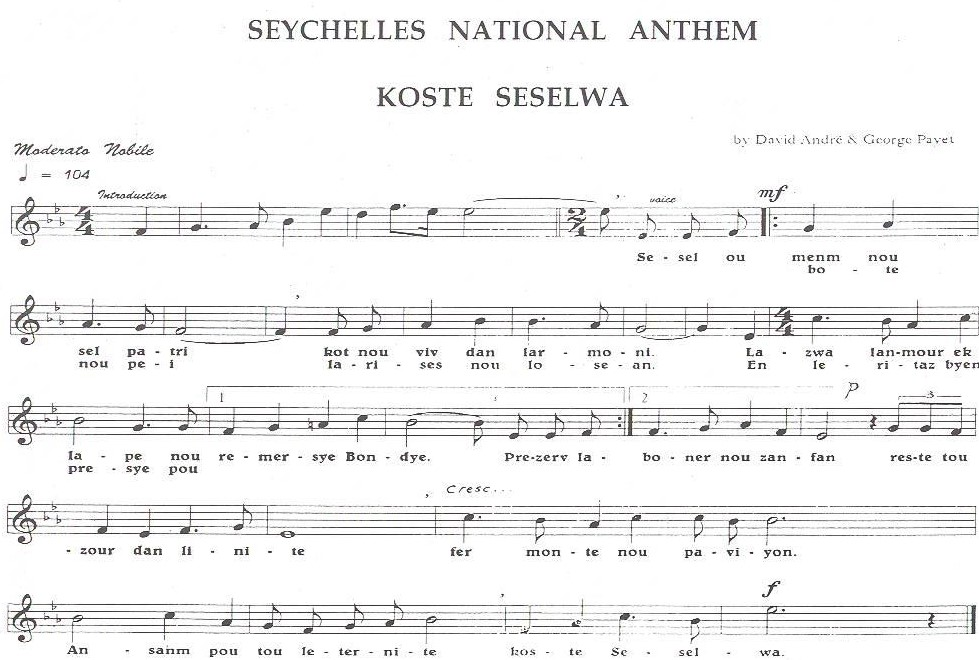
سرود ملی سیشل

سیشلی‌ها (مردم اهل کشور سیشل) به هم بپیوندید (Koste Seselwa) نام سرود ملی کشور سیشل است. سیشل کشوری است که در غرب آفریقا قرار دارد.

## متن
|  | برگردان فارسی | کریول سیشلی | متن فرانسوی |
|  | ای سیشل، تو تنها میهن مایی جایی که در آسودگی، شادی، مهر، و آشتی زندگی می‌کنیم و خدا را سپاس می‌گوییم زیبایی کشور ما را نگهدار باش و ثروت‌های اقیانوس ما را، که میراثی گرانبها است، برای شادمانی فرزندانمان همیشه در یگانگی زندگی کرده و پرچم ما را برافرازید همه با هم تا به ابد به هم بپیوندید، ای مردم سیشل | :Sesel ou menm nou sel patri. :Kot nou viv dan larmoni. :Lazwa, lanmour ek lape. :Nou remersye Bondye. :Preserv labote nou pei. :Larises nou losean. :En leritaz byen presye. :Pour boner nou zanfan. :Reste touzour dan linite. :Fer monte nou paviyon. :Ansanm pou tou leternite. :Koste Seselwa! | :Seychelles, notre seule patrie :Où nous vivons en harmonie :La joie, l'amour et la paix :Nous remercions le Bon Dieu! :Préservons la beauté de notre pays :La richesse de notre océan :Un héritage très précieux :Pour le bonheur de nos enfants :Restons toujours unis :Élevons notre drapeau :Ensemble pour l'éternité :Unissons-nous Seychellois! |